# OK Computer
Az OK Computer az angol Radiohead zenekar harmadik albuma; 1997-ben jelent meg. A kritikusok és a rajongók szerint is a legjelentősebb albumuk. A brit albumlista élére jutott, a Billboard 200-on a 21. helyen debütált. A lemez mellé három kislemez jelent meg: Paranoid Android, Karma Police és No Surprises
Az album szerepel az 1001 lemez, amit hallanod kell, mielőtt meghalsz című könyvben.

## Az album dalai
Az összes szám szerzője Thom Yorke, Jonny Greenwood, Phil Selway, Ed O'Brien és Colin Greenwood.
|     | Cím                         | Hossz |
| --- | --------------------------- | ----- |
| 1.  | Airbag                      | 4:44  |
| 2.  | Paranoid Android            | 6:23  |
| 3.  | Subterranean Homesick Alien | 4:27  |
| 4.  | Exit Music (For a Film)     | 4:25  |
| 5.  | Let Down                    | 4:59  |
| 6.  | Karma Police                | 4:22  |
| 7.  | Flitter Happier             | 1:57  |
| 8.  | Electioneering              | 3:51  |
| 9.  | Climbing Up the Walls       | 4:45  |
| 10. | No Surprises                | 3:49  |
| 11. | Lucky                       | 4:20  |
| 12. | The Tourist                 | 5:25  |

Az album számai közül a Paranoid Android, a Karma Police és a No Surprises c. számokhoz készültek videóklipek. A Karma Police külön érdekessége, hogy két szereplőjének egyike a magyar Kovács Lajos színész.

## Közreműködők

### Radiohead
- Thom Yorke – ének, gitár, zongora, laptop
- Jonny Greenwood – gitár, billentyűk, zongora, orgona, glockenspiel, vonósok hangszerelése
- Ed O'Brien – gitár, háttérvokál
- Colin Greenwood – basszusgitár, billentyűk
- Phil Selway – dob

### További közreműködők
- Nigel Godrich – producer, hangmérnök
- Jim Warren – producer, hangmérnök
- Chris Blair – mastering
- Stanley Donwood és a "The White Chocolate Farm" – illusztrációk
- Nick Ingman – karmester